# سیل ۱۳۸۶ قهرود کاشان
سیل ۱۳۸۶ قهرود کاشان در ۷ تیر بر اثر بارش تگرگ و باران در منطقه قهرود کاشان به‌وقوع پیوست و خساراتی را به جا گذاشت.

## خسارات سیل
بر اثر این سیل ۵ نفر کشته ۱۷ نفر مصدوم ۸۰۰ رأس دام زنده تلف و ۲۰۰ هکتار از اراضی و باغات خسارت وارد شد، استاندار اصفهان سید مرتضی بختیاری برآورد مالی خسارت سیل کاشان را ۲۰ میلیارد تومان اعلام کرد.

## تخریب اثر تاریخی
سیل جاری شده قهرود سبب آسیب به اثر تاریخی مسجد علی واقع در این شهر شد این مسجد در ۵ آذر ۱۳۸۰ به ثبت آثار ملی رسیده بود.